# Su (mythologie basque)
Pour les articles homonymes, voir SU.
Su est le mot basque désignant le feu. Le feu est un élément utile mais on sait qu'il peut occasionner de graves préjudices. 
Sua eta ura morroi onak, nagusi gaiztoak
« le feu et l'eau sont de bons domestiques, ce sont de mauvais maîtres. »
ura ta sua belaunaz beetik
« l'eau et le feu (doivent se maintenir) sous les genoux. »
Voilà là deux dictons qui révèlent à quel point le feu et l'eau sont dangereux si on les laisse aller au de-là d'un certain point.
Jusqu'à la fin du siècle pratiquement, le feu était produit dans les villages au moyen de silex et d'amadou. Dans la Burunda et le Goiherri guipuzcoan le silex le plus utilisé provenait  de la sierra d'Urbasa. Il était vendu dans les magasins des villages. On tirait l'amadou des hêtraies. Des gens avaient pour tâche de parcourir les bois à sa recherche puis ils le vendaient après lui avoir fait subir un traitement appropprié.
On faisait cuire ce champignon dans de l'eau avec de la cendre puis, dans la foulée, on le pilait avec une masse et on le séchait bien. De cette façon il s'allumait facilement au contact de l'étincelle jaillie du silex frappé par un briquet ou une lame d'acier. Ce mode d'utilisation de l'amadou et du silex se perdit avec la diffusion de la suprametxa (nom donné aux allumettes qui firent leur apparition).
On a considéré le feu de la cuisine comme un génie du foyer, le symbole de la maison et une offrande dédiée aux ancêtres. On lui demande certaines faveurs telle la dentition définitive des enfants, la purification des aliments (pain, eau, café) de ceux que l'on soupçonne d'être empoisonné, la consécration et l'intégration de personnes ou d'animaux étrangers à la maison.
Dans certains endroits comme en Soule par exemple, lorsqu'on souhaitait qu'une personne s'incorpore à une famille ou à une lignée, on la conduisait à la maison et on lui faisait faire quelques tours autour du feu de la cheminée ou de la crémaillère qui y pend. Par ce procédé, on pensait qu'on obtenait à coup sûr la réalisation de ses souhaits.
Autrefois, au moment de sortir le café du feu, il était courant d'y introduire l'extrémité du tison chauffé ou des braises rougies (Mañaka, Lekeitio, Ataun). De même on introduit du charbon enflammé dans l'eau que l'on ramène de nuit, de la fontaine. Dans certains endroits on faire encore cuire le lait à l'aide de pierres chauffées dans le feu. 
En ce qui concerne le génie du feu appelé Eate ou Ereeta, on le reconnait surtout dans les grands incendies de bois et de maisons.

## Étymologie
Su signifie « feu » en basque. Le suffixe a désigne l'article : sua se traduit donc par « le feu ».